# Кокода
Кокода (англ. Kokoda) — город на юго-востоке Папуа — Новой Гвинеи, в провинции Оро.

## История
В 1930-х годах недалеко от Кокоды осуществлялась добыча золота. С июля по ноябрь 1942 года город был местом Битвы за Кокодский тракт, разразившейся между японскими и австралийскими войсками. 11 августа 2009 года в аэропорту Кокоды при попытке приземлиться разбился самолёт, выполнявший рейс Airlines PNG Flight 4684. 13 человек погибло (11 пассажиров и 2 члена экипажа); большинство пассажиров было гражданами Австралии.

## Население
По данным на 2013 год численность населения города составляла 7446 человек.
Динамика численности населения города по годам:
| 1990 | 2013 |
| ---- | ---- |
| 4000 | 7446 |